# Airco DH.5
L'Airco DH.5 era un biplano monoposto da caccia e da ricognizione prodotto dall'azienda britannica Aircraft Manufacturing Company, meglio conosciuta come Airco, durante la prima guerra mondiale. Poteva essere utilizzato anche come cacciabombardiere trasportando quattro bombe.

## Storia
Geoffrey de Havilland, responsabile del progetto del velivolo, aveva già collaborato alla realizzazione di due tra i primi aeroplani britannici dotati di mitragliatrice anteriore, l'Airco DH.1 (biposto) e l'Airco DH.2 (monoposto). Questi vedevano però sacrificata la loro efficienza aerodinamica in quanto andavano adattati all'elica spingente, poiché non vi era un meccanismo di sincronizzazione che evitasse il pericolo di colpire l'elica con le mitragliatrici.
Nel corso del conflitto venne sviluppato un dispositivo inventato dall'ingegnere rumeno George Constantinescu, un sincronizzatore meccanico che permetteva l'installazione di mitragliatrici anteriori in quanto impediva all'arma di sparare quando, ruotando, l'elica si trovava sulla linea di fuoco. In questo modo le industrie aeronautiche poterono migliorare i loro velivoli dotandoli di elica traente.
Grazie a questa nuova scoperta de Havilland si mise subito al lavoro per progettare un successore del DH.2, adottando la nuova tecnologia cercando di abbinare i vantaggi di entrambe le soluzioni tecniche. Posizionando motore ed elica sul muso vi era un miglioramento nelle prestazioni e per migliorare inoltre la visibilità anteriore, libera nella soluzione spingente, e verso l'alto scelse di spostare l'ala superiore verso coda e posizionare così l'abitacolo in posizione avanzata.
Nel maggio del 1917 il nuovo mezzo entrò in servizio nei Royal Flying Corps ma l'insolita configurazione delle ali comportava una scarsa maneggevolezza e delle prestazioni ascensionali inferiori alle aspettative. Inoltre risultava di insufficiente potenza di fuoco, essendo armato con una sola mitragliatrice mentre i velivoli avversari potevano contare su due.
Nei combattimenti di quell'anno il velivolo subì numerose sconfitte e a molto contribuì l'inesperienza dei piloti di prima linea che non riuscivano a governarlo.
Il DH.5 venne quasi subito relegato per l'attacco al suolo e, dal gennaio del 1918, per l'addestramento.

## Utilizzatori
Australia
- Australian Flying Corps

 Regno Unito
- Royal Flying Corps